# Блохин, Николай Николаевич
Никола́й Никола́евич Блохи́н (21 апреля [4 мая] 1912 года, г. Лукоянов, Нижегородская губерния — 16 мая 1993 года, Москва) — российский хирург-онколог, академик АН СССР и АМН СССР, общественный деятель. Депутат Совета Национальностей Верховного Совета СССР 6—8 (1962—1974) и 10—11 (1979—1989) созывов от Абхазской АССР.

## Биография
Родился 21 апреля (4 мая) 1912 года в городе Лукоянов (ныне Нижегородской области) в семье земского врача. Русский.
С 1916 года жил в Нижнем Новгороде. С детских лет определился с выбором профессии — хотел стать хирургом. По стопам Николая Николаевича пошла и его младшая сестра Ирина Николаевна Блохина, окончившая Горьковский медицинский институт и ставшая крупным учёным-микробиологом, академиком РАМН.
Окончив среднюю школу, в 1929 году поступил на медицинский факультет Нижегородского университета. После окончания учёбы некоторое время работал в Дивеевской сельской больнице, затем — ассистентом кафедры госпитальной хирургии Горьковского медицинского института. В годы Великой Отечественной войны Николай Николаевич Блохин был главным хирургом горьковских госпиталей, сам активно занимался пластической хирургией.
Н. Н. Блохин был организатором Горьковского института восстановительной хирургии, ректором Горьковского медицинского института. Он предложил ряд методов пластических операций и хирургического лечения рака желудка и прямой кишки.
В 1952 году Н. Н. Блохин уехал в Москву. Здесь он занимался организацией союзного онкологического центра. Ныне это — Российский онкологический научный центр.
С 29 января 1960 года по 8 февраля 1968 года и с 13 октября 1977 года по 15 мая 1987 года — президент Академии медицинских наук СССР.
Вклад академика... в отечественную медицину лучше всего охарактеризовали его ученики: «По существу Н. Н. Блохин составил целую эпоху в развитии отечественной онкологии и медицинской науки».
15 марта 1979 года избран академиком АН СССР по отделению физиологии.
Как общественный деятель, Н. Н. Блохин был депутатом Верховного Совета СССР 7 созывов, делегатом XXII, XXIII, XXIV съездов КПСС; председателем Комитета по международным Ленинским премиям «За укрепление мира между народами»; президентом общества «СССР — США».
В свободное время интересовался искусством, коллекционировал картины.
Скончался 16 мая 1993 года в г. Москве. Похоронен в Москве на Новодевичьем кладбище.

## Семья
Жена (1953—1993) — Надежда Германовна Блохина (1925—2010), хирург-онколог, доктор медицинских наук, профессор. Работала вместе с мужем в НМИЦ онкологии им. Н.Н. Блохина с момента организации центра. Похоронена рядом с мужем в Москве на Новодевичьем кладбище.
- Дочь — Ксения Николаевна Блохина, зять - С. Ю. Дьяконов.

## Память
- Его имя присвоено Российскому онкологическому научному центру РАМН. Ныне НМИЦ онкологии им. Н. Н. Блохина.
- Лучшие врачи награждаются золотой медалью Н. Н. Блохина «За развитие отечественной онкологической науки».
- На здании Нижегородской медицинской академии установлена мемориальная доска с его именем.
- Его имя присвоено ГБУЗ НО «Дивеевская ЦРБ имени академика Н. Н. Блохина». Нижегородская область, Дивеевский район, с. Дивеево, ул. Космонавтов, д. 1а
- Открыт музей академика Н. Н. Блохина на базе ГБУЗ НО «Дивеевская ЦРБ имени академика Н. Н. Блохина». Нижегородская область, Дивеевский район, с. Дивеево, ул. Космонавтов, д. 1а. Дата открытия 03.12.2010 г.
- Его именем названа одна из улиц села Дивеево, Нижегородской области.

## Награды, премии, почётные звания
- Указом Президиума Верховного Совета СССР от 3 мая 1972 года Блохину Николаю Николаевичу присвоено звание Героя Социалистического Труда с вручением ордена Ленина и золотой медали «Серп и Молот» (за выдающуюся научную и общественную деятельность).
- Награждён четырьмя орденами Ленина, орденами Октябрьской Революции, Трудового Красного Знамени, Красной Звезды, медалями.
- Лауреат Государственной премии СССР (1982).
- Академик Академии медицинских наук (1960).
- Член Польской и Нью-Йоркской академий, иностранный член Чехословацкой академии наук (1982)[7] и Болгарской АН (1986).
- В 1983 году присвоено звание «Почётный гражданин города Горького».

## Галерея

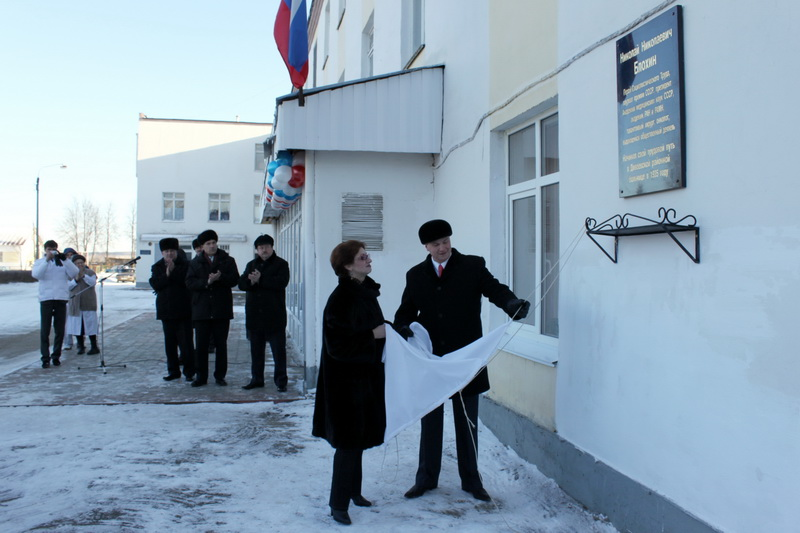
Открытие мемориальной доски Н. Н. Блохину с. Дивеево 03.12.2010 г. На фото дочь академика Ксения Николаевна Блохина и главный врач ГБУЗ НО «Дивеевская ЦРБ имени академика Н. Н. Блохина» А. Д. Кошелев.
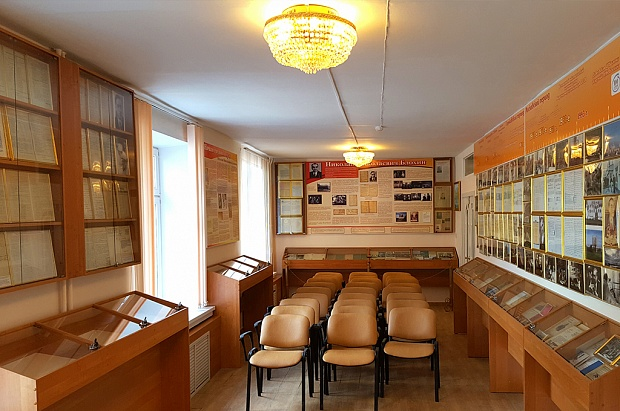
На базе Дивеевской центральной районной больницы имени академика Н. Н. Блохина, существует музей, посвященный Блохину. Музей открыт в честь 100-летия основания больницы и присвоения имени Блохина, 3 декабря 2010 года.
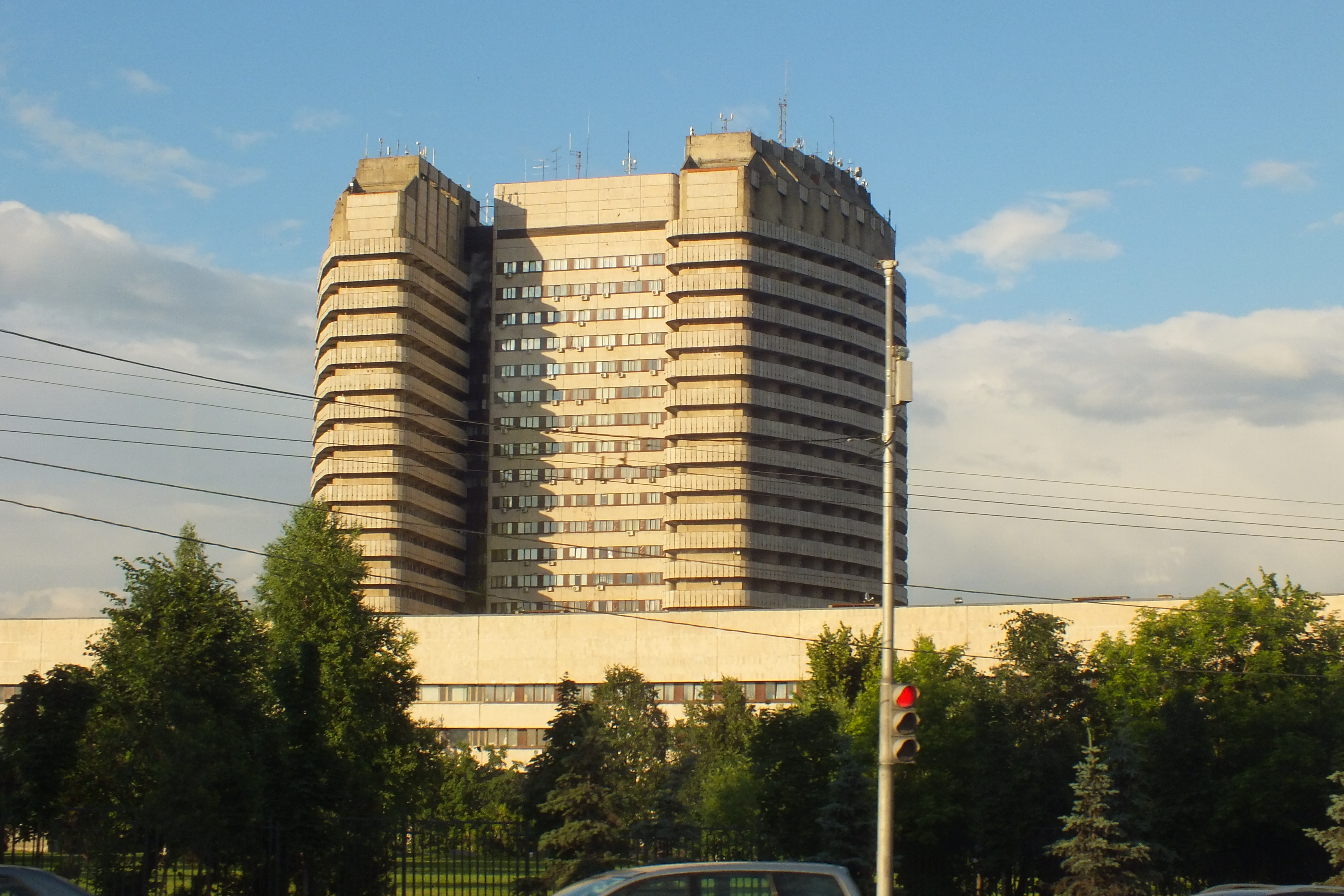
Российский онкологический научный центр РАМН на Каширском шоссе в Москве.
Мемориальная доска академику Блохину Н. Н., на здании Нижегородского научно-исследовательского института травматологии и ортопедии (НИИТО) в Нижнем Новгороде, по адресу Верхне-Волжская набережная, 18
Могила Н. Н. Блохина на Новодевичьем кладбище Москвы.